# Euophrys pseudogambosa
Euophrys pseudogambosa es una especie de araña saltarina del género Euophrys, familia Salticidae. Fue descrita científicamente por Strand en 1915.
Habita en Turquía e Israel.